# Coraci Ruiz
Coraci Ruiz (Campinas, 1978) é uma cineasta brasileira que atua principalmente como realizadora, diretora de fotografia e no desenvolvimento de projetos.. Limiar, documentário realizado pela cineasta sobre a transição de género do seu filho Noah, recebeu mais de dez prémios cinematográficos, dentre os quais destacam-se os prémios do público no Queer Lisboa (Portugal) e no FrontDoc (Itália).

## Percurso
Formou-se em Dança pela Universidade Estadual de Campinas (Unicamp)  em São Paulo, em 2002, fez um mestrado em Cultura Audiovisual e Mídia em 2009 e atualmente é doutoranda em Multimeios na mesma universidade. Em 2003, fundou a produtora cinematográfica Laboratório Cisco em Campinas, focada em diferentes formatos,  como filmes de curta, média e longa metragem, vídeos, séries e programas televisivos. 
Em 2021, estreou seu filme Limiar em formato online. O objetivo da cineasta com esse filme foi servir como fonte de informação nas escolas, universidades e grupos de apoio a pais que desejam  acolher os processos internos e identitários de seus filhos. Ruiz destacou, ainda, que quanto maior é o cenário de intolerância no Brasil, maior é a necessidade de discussão de temáticas consideradas sensíveis pelo público em geral.
A filmagem é composta como uma reflexão que envolve diferentes temáticas de caráter público, político e privado, com enfoques no espaço familiar e no momento político do país de origem.
A cineasta foi selecionada para a Mostra de Cinema de Tiradentes em 2022 com seu documentário Germino pétalas no asfalto. Esse filme retrata a história de Jack Celeste, de 21 anos, um jovem em meio a um processo de transição de gênero. O documentário foi feito em parceria com seu marido, também cineasta, Julio Matos e a produção começou em 2016, quando Noah Ruiz, filho do casal, contou que um amigo estava passando pela transição de gênero.

## Reconhecimentos e prémios

###### Limiar(2020)[10]
- Prêmio Júri Popular - Categoria Melhor Longa-Metragem - no 20° Festival de Cinema e Vídeo de Cuiabá – Cinemato em 2021;[11]
- Melhor Filme no Rio Festival de Cinema LGBTQIA+; [12]
- Melhor Direção no 28º Festival Mix Brasil;[12]
- Melhor Documentário no 36º Lovers Film Festival – Itália;[12]
- Melhor Direção, Melhor Fotografia, Melhor Roteiro e Melhor Desenho Sonoro no 14º For Rainbow – Festival de Cinema e Cultura da Diversidade Sexual e de Gênero;[12]
- Prêmio do Público no Queer Lisboa
- Prêmio do Público no FrontDoc[13]
- Melhor obra realizada por cineastas mulheres no Cine Invisible Film Sozialack Bilbao [14]
- Menção honrosa no Santos Film fest – Festival Internacional de Cinema de Santos[15]
- 15º Ethnocineca - International Documentary Film Festival Vienna 2021: Filme de Abertura
- 42º Durban International Film Festival (DIFF), África do Sul: Filme de Encerramento

## Filmografia
- Outra Cidade (2009)
- Cartas para Angola (2012)

Dirigido em parceria com Julio Matos, o filme participou de mais de 30 festivais em 16 países e foi premiado no Brasil, Angola, Portugal e Bélgica, além de ter sido exibido pelo Sesc TV, Canal Curta e TV Cultura.
- Limiar (2020)

- Germino Pétalas no Asfalto (2022)

Dirigido em parceria com Julio Matos, contemplado pelo edital de produção de longas do ProAC 2019 e selecionado para o DOC LAB do DOC SP 2020, com tutoria da cineasta espanhola Marta Andreu.